# 緊急の場合は
『緊急の場合は』（きんきゅうのばあいは、原題：A Case of Need ）は、マイケル・クライトンの長編医学ミステリー小説。エドガー賞 長編賞受賞作。

## 概要
大学生時代、イアン・フレミングの「007」シリーズのようなスリラー・アクション小説を執筆、ペーパーバックで刊行し儲けで学費を賄っていたクライトンは、ネタがなくなったのを転機として執筆ジャンルを変更し、自身の妊娠中絶に対しての意見、そして医学の知識を盛り込んだ本作を出版社に買い取らせた。クライトンは自分のような大学生がスリラーを書いていることがばれることを恐れ、ジェフリイ・ハドスンというペンネームを使用、刊行形式もペーパーバックを希望した。しかし出版社は作品の質の高さを考え、ハードカバーで刊行することを希望した。結局、改稿の末1968年にハードカバーで出版され、たちまち読書界、医学生の間で話題になった。そしてアメリカ探偵作家クラブ賞の候補になり、受賞に至った。

## 日本での刊行
レイモンド・チャンドラーの作品の翻訳などで知られる清水俊二が訳し、1970年にハヤカワ・ポケットミステリ、1977年にハヤカワ・ミステリ文庫から「ジェフリイ・ハドスン」名義で刊行された。その後、1993年にハヤカワ文庫から再刊されるが、その際に著者の了承を得た上で「マイクル・クライトン」名義に改められた。
- 『緊急の場合は』 清水俊二訳、ハヤカワ文庫、1993年 ISBN 978-4-15-040691-2

## あらすじ
妊娠中絶手術を極秘裏に行っていた産科医アート・リーが逮捕された。妊娠4ヶ月だった16歳の少女カレン・ランドールが中絶手術の失敗による出血多量で死亡し、アートが名指しされたのだった。しかしアートは、カレンには中絶手術を行っていないし、そもそも妊娠4ヶ月だったら危険なので中絶はしないと言う。アートの無実を信じる病理医ジョン・ベリーは、彼を救うために情報収集を始める。
ベリーは、カレンが麻薬常用者だったこと、妊娠は妄想で実際には妊娠していなかったこと、カレンは過去にも3回中絶を行っていたことをつきとめる。アートの弁護士は過去にカレンに中絶を行っていた彼女の叔父が真犯人であると考えるが、ベリーは彼が妊娠を確認せずに中絶を行うことは同じ医師として考えられないと主張する。
そしてベリーは、中絶を行った真犯人を見つけて二人を無実の罪から救うべく奔走することになる。

## 登場人物
- ジョン・ベリー - 病理医。アートの無実を信じ調査を始める。
- アート・リー - 産科医。妊娠中絶の疑いで逮捕される。

## 映画化
1972年、『殺しのカルテ』（原題『The Carey Treatment』）として、ブレイク・エドワーズ監督により映画化。主演はジェームズ・コバーン、ジェニファー・オニール。コバーンの役名はピーター・キャリーと変更されている。